# Malthinus yunnanus
Malthinus yunnanus es una especie de coleóptero de la familia Cantharidae.

## Distribución geográfica
Habita en Yunnan (China).